# Guigó VII del Vienès
Guigó VII del Vienès, nascut el 1225, mort el 1269, delfí del Vienès, comte d'Albon, de Grenoble, d'Oisans, de Briançon, d'Embrun i de Gap de 1237 a 1269, fils d'Andreu Guigó VI, delfí del Vienès i de Beatriu de Montferrat.

## Biografia
L'esdeveniment més important per a Grenoble durant el seu regnat es desenvolupa el 19 de novembre de 1267 quan va comprar una torre del recinte romà adjacent a la residència senyorial d'un notable de la ciutat, Guillaume Chaunais. L'acte signat al castell de Cornillon segella la creació del palau delfinal, aviat conegut sota el nom d'Hotel de la Tresoreria, i futur emplaçament de l'Hotel de Lesdiguières, lloc del poder polític de la ciutat i del Delfinat durant els set segles següents.

### Conflicte amb Provença
Va tenir grans discussions amb Carles I d'Anjou, comte de Provença, sobre els comtats de Gap i d'Ebrun. En efecte, aquests dos comtats constituïen el dot de Beatriu de Sabran-Forcalquier, primera esposa de Guigó VI. Però Guigó Vi havia repudiat la seva primera esposa conservant no obstant els comtats, que havia transmès al seu fill, procedent d'un segon matrimoni. I evidentment, Carles d'Anjou, hereu dels comtes de Forcalquier, li va demanar el retorn dels comtats. Van acabar decidint un arranjament, Carles obtenia Gap i Guigó conservava Embrun.

### Matrimoni
Es casa el 1253 amb Beatriu de Faucigny (1237 † 1310), filla de Pere II, comte de Savoia i d'Agnès de Faucigny. Beatriu li va portar en dot el Faucigny, una terra allunyada del Delfinat i amenaçadora per a la Savoia, l'enemic hereditari. Un cert nombre de futurs conflictes entre els dos veïns tindran per a objecte aquesta terra.

### Descendència
Guigó et Beatriu van tenir tres fills:
- Joan I (1264 † 1282), delfí del Vienès, comte d'Albon, etc.
- Andreu (1267 † després de 1270)
- Anna (1255 † 1298), delfina del Vienès i comtessa d'Albon, casada el 1273 a Humbert de la Tour du Pin († 1307)